# Plagnole
 Plagnole  là một xã thuộc tỉnh Haute-Garonne trong vùng Occitanie tây nam nước Pháp. Xã này nằm ở khu vực có độ cao từ 228-347 mét trên mực nước biển.